# 1608

## Събития
- 3 юли – Основан е град Квебек в Северна Америка.
- 21 септември – Основан е университетът в Овиедо, Испания.
- 2 октомври – Холандският оптик Ханс Липършей (Hans Lippershey) демонстрира първия телескоп в холандския парламент.

## Родени
- Гастон Жан Батист, херцог на Орлеан, френски принц
- 28 януари – Джовани Алфонсо Борели, италиански физиолог и физик († 1679 г.)
- 6 февруари – Алфонсо Виейра, португалски писател († 1697 г.)
- 25 април – Гастон, Орлеански дук, трети син на френския крал Анри IV († 1660 г.)
- 13 юли – Фердинанд III, император на Свещената римска империя
- юни – Ричард Фаншоу, английски дипломат († 1666 г.)
- 13 юли – Фердинанд III, Свещен римски император († 1657 г.)
- 15 октомври – Еванджелиста Торичели, италиански физик и математик († 1647 г.)
- 6 декември – Джордж Монк, 1-ви дук на Албермарл, английски войник и политик († 1670 г.)
- 9 декември – Джон Милтън, английски поет († 1674 г.)
- Томас Фулър, английски историк († 1661 г.)

## Починали
- 19 април – Томас Саквил, 1-ви граф на Дорсет, английски държавник и поет (р. 1536 г.)
- 19 юни – Алберико Джентили, италиански юрист (р. 1551 г.)
- 13 август – Джамболоня, италиански скулптор (р. 1529 г.)
- 11 октомври – Джовани Амброджио Фиджино, италански ренесансов художник от Милано (р. 1549 г.)
- 19 октомври – Мартин Делрио, фламандски теолог и окултист (р. 1551 г.)
- декември
  - Джон Дий, британски математик, астроном, астролог, географ, окултист (р. 1527 г.)
  - Уилям Дейвидсън, секретар на английската кралица Елизабет I (р. 1541 г.)